# Konica Minolta

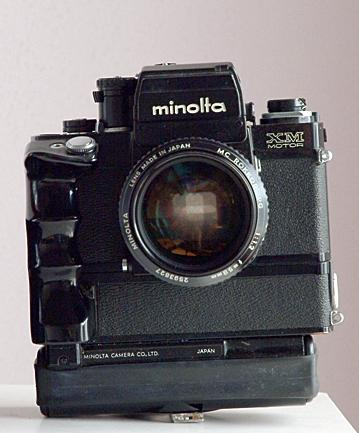
Minolta XM Motor (1976)

Konica Minolta Holdings (コニカミノルタホールディングス, Konika Minoruta Hōrudingusu) is een Japans bedrijf dat actief is op het gebied van printers, medische beeldvorming, optische instrumenten en meetgereedschappen. Het bedrijf heeft zijn hoofdkantoor in Chiyoda (Tokio). Het Europese hoofdkwartier bevindt zich in Duitse Langenhagen, het Amerikaanse in Ramsey. In Nederland wordt Konica Minolta vertegenwoordigd door Konica Minolta Business Solutions Nederland B.V.

## Geschiedenis van het bedrijf
Konica Minolta is in 2003 ontstaan uit de fusie van de Konica Corporation en Minolta. De oorsprong van het bedrijf gaat terug tot 1873, toen Rokusaburo Sugiura fotografische materialen begon te verkopen in zijn apotheek/drogisterij. Konica Minolta heeft sindsdien naam gemaakt in de productie van fototoestellen, maar stootte deze tak af in 2006.  Het bedrijf heeft wereldwijd 22.500 medewerkers.

## Minolta
Minolta werd in 1928 opgericht onder de naam Nichi-Doku Shashinki Shōten (日独写真機商店; letterlijk: "Japan-Duitsland camerawinkel"). Sinds 1934 werd de naam Minolta aangenomen, wat in het Japans "rijpende rijstvelden" betekent.
Omdat bij de oprichting een aantal Duitse ingenieurs betrokken was, heeft het bedrijf altijd sterke banden gehad met de Duitse camera-industrie. Al vanaf WOII werd, aanvankelijk op informele basis, kennis en technologie uitgewisseld met onder andere Leica. In 1972 werd deze samenwerking geformaliseerd, met als eerste tastbare vruchten de Leica R3 (een door Minolta gebouwde versie van de Minolta XE-1) en de Leica CL (later door Minolta doorontwikkeld naar de Minolta CLE). In 1966 verscheen de Minolta SRT-101 spiegelreflexcamera, met lichtmeting door de lens en scherpstelling bij volle opening.
Met name in de jaren 60 tot en met eind jaren 80 van de vorige eeuw heeft Minolta voor veel technische vernieuwingen gezorgd, maar een gebrek aan professionele ondersteuning en (volgens velen) falende marketing, zorgde ervoor dat het bedrijf in het professionele segment nooit succesvol heeft kunnen concurreren met Nikon en Canon. Omdat Minolta nooit kans zag om veel exemplaren van hun professionele modellen te verkopen, hebben deze dan ook een extreem hoge verzamelaarswaarde: in september 2004 werd een XM Motor op eBay verkocht voor 2660 euro.
De meest in het oog springende vernieuwing was de introductie van automatische scherpstelling (Autofocus) op een spiegelreflexcamera in 1985 met de Minolta 7000. Hoewel al eerder fabrikanten zoals Pentax en Canon modellen met autofocus op de markt brachten, braken deze nooit door, mede omdat de autofocus-voorziening niet in het ontwerp was geïntegreerd, en de bruikbaarheid erg gering was. Minolta was de eerste met een bruikbaar autofocus-systeem, en blies daarmee de camera-industrie, in een periode dat alle fabrikanten het erg moeilijk hadden vanwege een verzadigde markt, nieuw leven in.

## Konica
Konica is traditioneel een fabrikant van film en andere fotografische materialen. De geschiedenis van Konica gaat terug tot 1873, toen Rokusaburo Sugiura fotografische materialen begon te verkopen in zijn apotheek/drogisterij.
Naast film, chemie en foto-lab-machines, maakte Konica ook camera's en lenzen. Met name door de Konica Hexar RF en de Hexanon-objectieven verwierf Konica zich als camera-fabrikant een goede reputatie onder liefhebbers.
In 2003 ging Konica Corporation samen met Minolta en zo werd Konica-Minolta gevormd. Voorafgaand aan deze fusie werkten de twee bedrijven al erg veel samen.

## Konica-Minolta en de digitale fotografie
Hoewel Minolta de eerste fabrikant was met een digitale SLR (in 1989 met de digitale achterwand voor de Minolta 9000, die zijn beelden opsloeg op videotape), en hoewel ze in 1995 al pionierden met de RD175, een voor zijn tijd baanbrekende 1.4 megapixel-camera, was men er, toen de digitale spiegelreflexcamera de markt begon te bestormen, pas laat bij. Pas eind 2004 werd de Dynax 7d geïntroduceerd, en hoewel deze camera goede specificaties heeft, en één baanbrekende vernieuwing bevatte (een Anti-Shake-voorziening in de body, die onscherpte door camerabewegingen compenseert - en die bovendien in de praktijk goed werkt), bleek dat de markt hier niet op had gewacht, en dat veel gebruikers van film-gebaseerde camera's met Minolta-objectieven intussen al waren overgestapt naar Canon of Nikon.
In 2006 stopt Konica Minolta met het produceren van camera's. De verkoop van deze camera's is overgedragen aan Sony. De oude autofocus Minolta-objectieven zijn ook op de nieuwe Sony SLR camera's te gebruiken.